# Festiwal w Jarocinie
Festiwal Muzyków Rockowych (dawniej Ogólnopolski Przegląd Muzyki Młodej Generacji)  – cykliczne wydarzenie muzyczne, przeznaczone dla miłośników muzyki rockowej, organizowane od 1970 roku w Jarocinie. Festiwal, istniejący w obecnej formie od 1980 roku z inicjatywy Waltera Chełstowskiego, był największym festiwalem muzyki rockowej na obszarze dawnego bloku wschodniego, 

## Znaczenie dla publiczności
Za czasów PRL był rodzajem odskoczni od szarej rzeczywistości i oazą wolności, choć pojawiały się głosy, że jest to celowo zorganizowany przez władze rodzaj wentylu bezpieczeństwa dla sfrustrowanej młodzieży z subkultur. Zdaniem niektórych przedstawicieli trzecioobiegowych twórców niektóre zespoły (np. od pewnego momentu Dezerter) nie były zapraszane do Jarocina ze względu na zbyt radykalny przekaz. Wykonawcy ci występowali zatem na warszawskim festiwalu Róbrege, który po części miał tych samych organizatorów, jednak był postrzegany jako swoista konkurencja dla festiwalu jarocińskiego.
Na festiwalu grano punk rocka, rocka, heavy metal, bluesa, reggae. Na festiwalu pojawił się także styl określany jako Rap'n Roll (połączenie rocka, metalu i rapu) grany przez tarnowski zespół Dzika Kiszka. Uczestniczyły w nim praktycznie wszystkie czołowe zespoły grające tego rodzaju muzykę w Polsce, choć cechą charakterystyczną festiwalu była też scena „alternatywna”, na której grały zespoły, które nigdzie indziej nie mogły liczyć na dużą widownię.
Festiwal w latach osiemdziesiątych był jedynym miejscem prezentacji niezależnych grup muzycznych, gdzie często ignorowana była cenzura. Było to też jedno z nielicznych miejsc, które zezwalało na nieco większą niż zwykle swobodę w ubiorze, zachowaniu oraz wyrażaniu własnych poglądów.
Można było tu usłyszeć zespoły nieprezentowane w mediach, nieposiadające nagrań studyjnych.

## Znaczenie dla artystów
Festiwal po 1980 roku odgrywał dużą rolę dla świata muzycznego, głównie dzięki festiwalowej publiczności. Dochodziło do częstych incydentów wygwizdania grupy muzycznej, obrzucania pomidorami, błotem lub kamieniami. Publiczność festiwalowa nie tolerowała oficjalnie w tamtych czasach promowanych zespołów. Przyjęcie publiczności na festiwalu często decydowało o dalszych losach zespołu, a jej uznanie owocowało ogólnopolską sławą, dlatego też na kolejne edycje grupy muzyczne przygotowywały się starannie opracowując specjalny festiwalowy materiał.
Mimo że laureatom konkursów festiwalowych obiecywano wydanie ich nagrań, co miało być początkiem szerszej kariery, nierzadko nie spełniano tych zapowiedzi. Za to amatorskie nagrania koncertów trafiały do tzw. trzeciego obiegu, alternatywnego nie tylko wobec kultury oficjalnej, ale również wobec drugiego obiegu, co wiązało się z dystansem nie tylko wobec władzy, ale i wobec głównego nurtu opozycji.
Do najbardziej znanych zespołów, które debiutowały w Jarocinie, można zaliczyć:
- Siekiera
- T.Love
- Dżem
- TSA
- Oddział Zamknięty
- Armia
- Izrael
- Dezerter
- Dzika Kiszka
- Farben Lehre
- Sztywny Pal Azji
- Acid Drinkers
- Closterkeller
- Hey
- Kat
- Moskwa
- Defekt Muzgó
- Ga-Ga
- Zielone-Żabki
- WŁOCHATY

## Historia

### Od 1970 do 1979
Początki festiwalu sięgają 1970 roku, kiedy to debiutował jako skromna impreza muzyczna organizowana przez jarociński klub Olimp z inicjatywy Jacka Chudzika. Organizowany był pierwotnie pod nazwą Wielkopolskie Rytmy Młodych i pod tą nazwą występował aż do 1979 roku.
Pierwsza edycja miała charakter lokalny. W kolejnych latach festiwal zyskiwał rozgłos i pojawiało się coraz więcej grup z całej Polski. Coraz częściej też pojawiały się o nim informacje w prasie. Rok 1971 – Złotego Kameleona otrzymuje Grupa Stress za utwór „Ciężką drogą”, rok 1972, a także 1973 – zespół TAKT – muzycy tacy jak: Sławomir Sokołowski, Janusz Piątkowski, Zbigniew Wrombel, Andrzej Lewalski, Marek Surdyk, czy wreszcie niewidomy wokalista Włodzimierz Janowski. W 1972 roku po raz pierwszy wystąpili w Jarocinie muzycy profesjonalni: saksofonista E.L. Petrowsky (Niemcy) oraz Jerzy Milian (wibrafon) z Grupą Stress – laureatem z roku poprzedniego. Podczas festiwalu zorganizowano także jedno z pierwszych w Polsce Rock Jam Session.
W 1973 roku po raz drugi zaproszono również zawodowych muzyków. Gwiazdą był wtedy zespół Anawa bez Marka Grechuty, z „Anawą” śpiewał wtedy Andrzej Zaucha. Przez pierwsze lata festiwal nie miał charakteru czysto rockowego festiwalu. Na Wielkopolskich Rytmach Młodych można było usłyszeć Hannę Banaszak, debiut w 1974 roku pod nazwą Hanna i Piotr (wokalista i gitarzysta Piotr Żurowski – Scena Na Piętrze) obok Kasy Chorych, która debiutowała na festiwalu w 1978 roku.
Na festiwalu zespoły rywalizowały o Złotego, Srebrnego i Brązowego kameleona. Przyznawana była także nagroda publiczności i dziennikarzy.
Występowali także: Tadeusz Nalepa, Wojciech Gąssowski czy Marek Grechuta.
Do 1975 roku festiwal odbywał się w salach Domu Kultury. W 1976 roku festiwal przeniósł się do nowo wybudowanego Jarocińskiego Ośrodka Kultury. W roku 1975 Złotego Kameleona odebrał zespół Heam z Poznania z Markiem Bilińskim, a Srebrnego Kameleona otrzymał zespół ANTRAKT z Poznania.

### Od 1980 do 1982
- I Ogólnopolski Festiwal Muzyki Młodej Generacji – 6–8 czerwca 1980

W 1980 roku festiwalem zainteresowała się Telewizja Polska. W tym też roku Jacek Sylwin i Walter Chełstowski postanowili zorganizować na bazie sopockiego Pop Session duży festiwal na potrzeby telewizji, pod nazwą I Ogólnopolski Przegląd Muzyki Młodej Generacji przy pomocy Wojciecha Korzeniowskiego i Marcina Jacobsona.
Wśród organizatorów oprócz Jarocińskiego Ośrodka Kultury znalazła się gazeta Głos Wielkopolski oraz Poznańskie Towarzystwo Jazzowe. W tym też roku pojawiła się najbardziej znana jego formuła, złożona z koncertu gwiazd i konkursu zespołów. Przesłuchania konkursowe odbyły się w Jarocińskim Ośrodku Kultury. Na pierwszym Ogólnopolskim Festiwalu Muzyki Młodej Generacji pojawiło się około 2000 widzów.
W 1980 roku na festiwalu wystąpiły między innymi Kora z Maanamem, Kasa Chorych, Exodus, Krzak, Kombi, Porter Band. W konkursie wystąpiło 14 zespołów. Wśród nich były grupy: Cytrus, Dżem, Easy Rider, Mietek Blues Band i Ogród Wyobraźni, który wygrał konkurs festiwalowy. Według różnych źródeł, do Przeglądu zgłosiło się od 57 do 65 zespołów. Zespoły kwalifikowano na podstawie nadesłanych kaset.
Po raz pierwszy w 1980 roku pojawił się zespół punkowy – Nocne Szczury, traktowany jako sensacja.
- II Ogólnopolski Festiwal Muzyki Młodej Generacji

W 1981 roku na festiwalu już jako gwiazdy wystąpiły zespoły: Dżem, Perfect, Kasa Chorych oraz Ogród Wyobraźni, natomiast swój debiut mieli między innymi: Brak, Opozycja (pierwszy zespół Muńka Staszczyka), LSD (w głosowaniu przegrali jedynie z TSA) i TSA (jeszcze bez Marka Piekarczyka) – zwycięzca konkursu. W tym roku dominująca była muzyka rockowa, ale pojawiło się bardzo dużo zespołów grających punk-rock. Napłynęło 107 zgłoszeń, z których wyłoniono 16 zgłoszeń do zagrania koncertu.
- III Ogólnopolski Festiwal Muzyki Młodej Generacji – 24–26 sierpnia 1982

W 1982 cały festiwal został przeniesiony do amfiteatru, a jednym z organizatorów zostało Studio 2 a sam koncert był rejestrowany dla potrzeb telewizji. Festiwal w tym roku odbył się w trakcie trwania stanu wojennego i odbył się w niezmienionej formie, mimo że pozostałe festiwale w Opolu czy Sopocie nie odbyły się.
W tym roku pojawiło się dużo zespołów punkowych i nowofalowych. Do koncertu zgłosiło się ponad 300 zespołów. Z ważniejszych zespołów wystąpiły: SS-20, Detonator, Rejestracja, Śmierć Kliniczna, XXCS, Rekonstrukcja, RSC, CDN (pierwszy zespół Pawła Kukiza oraz Leszka Cichońskiego). Na koncert nie dojechały zapowiedziane gwiazdy: Lombard i Lady Pank.
Konkurs festiwalowy wygrał zespół Rekonstrukcja (886 głosów), drugie miejsce zajęło RSC (490 głosów), trzecie grupa Kodeks (365 głosów). Do najlepszych koncertów tego roku zaliczono występ TSA oraz grupy Republika.
W tym roku wyłączono także elementy wniesione przez festiwal Pop Session.

### 1983

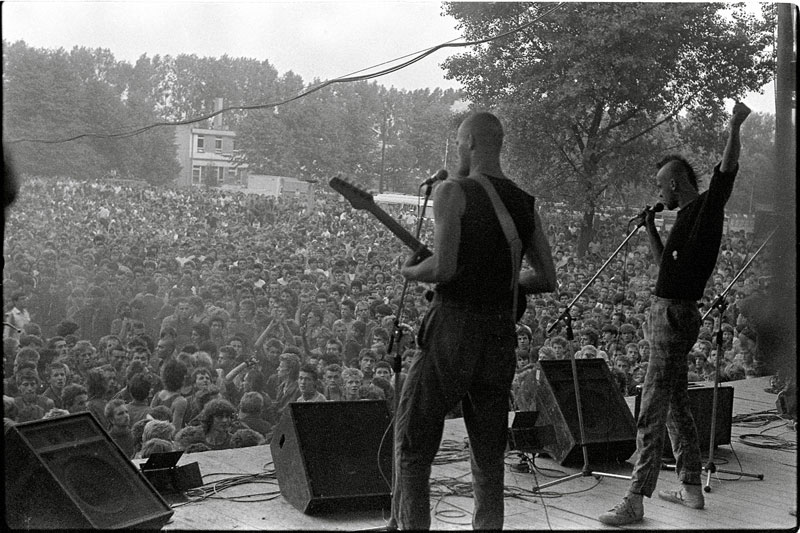
Koncert zespołu Siekiera na Festiwalu Muzyków Rockowych w Jarocinie (4 sierpnia 1984)

Pod wpływem zmiany profilu uczestników festiwalu w 1983 roku zmienił on nazwę na Festiwal Muzyków Rockowych, a rosnąca wciąż publiczność wymusiła przeniesienie festiwalu na stadion. Liczbę publiczności oszacowano na 20 000 ludzi. W tym roku zgłosiło się ponad 300 zespołów, z czego zaprezentowało się na scenie 33, a wystąpili między innymi Defekt Muzgó, Abaddon, Sedes, Instytucja, Bakshish, T.Love, Daab, Igor Czerniawski, Dezerter, Kontrola W., Śmierć Kliniczna, Rejestracja, AFT2. W konkursie festiwalowym nagrodzono zespół Hak Pawła Kukiza (pomimo wygwizdania przez publiczność). Konkurs festiwalowy wygrywa zespół Bakszysz.
Dalej wzrastało zainteresowanie festiwalem, w tym ze strony Służb Bezpieczeństwa. Pierwszy raz nakazano przekazanie tekstów wszystkich występujących zespołów do cenzury.

### 1984
W 1984 na festiwalu pojawili się Prowokacja, Siekiera, Moskwa, Hak, Jaguar, Piersi, Ostatnie Takie Trio, Rendez-Vous, Sedes, Abaddon, Kultura, Madame, Fort BS, Stress, Variété, Klaus Mitffoch, Made in Poland, Dezerter, Idee Fixe oraz debiutujący utworem „Ostatni Tabor” zespół Kat. Teksty wraz z uwagami cenzorskimi zostały zachowane i odnalezione w 2011 roku.

### 1985

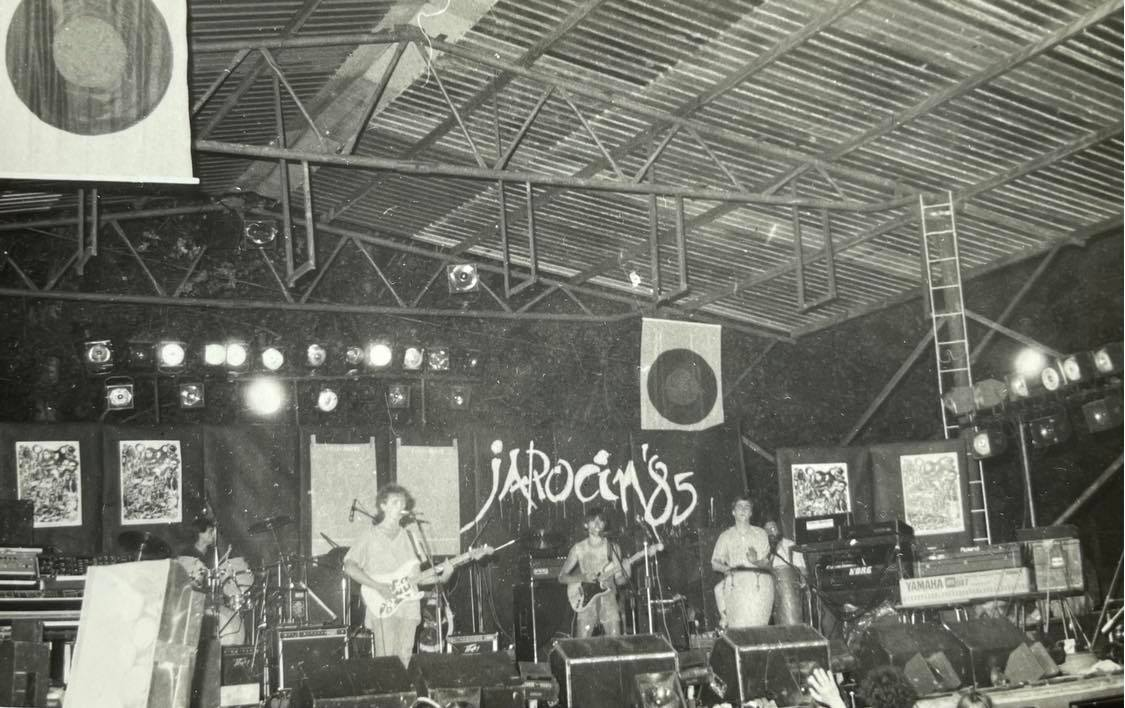
Idee Fixe na Festiwalu w Jarocinie 1985

W 1985 roku festiwal odbywał się aż przez pięć dni: w amfiteatrze i na stadionie. Do konkursu zgłosiło się 436 zespołów, z czego na scenie pojawiło się 131. W amfiteatrze, na tak zwanej „małej scenie” grali Karcer, Fatum, Test Fobii, Squier, Avenue z Łodzi, Ivo Partizan, Kosmetyki Mrs. Pinki, Dzieci Kapitana Klossa, Stress, Enklawa Ełk. Na festiwalu wystąpili także Variété, Joy Band, Rokosz, Róże Europy, 1984, Republika , Voo Voo, Tilt, Marek Kamieński z zespołem Zilch, Idee Fixe. W konkursie nagrodzono 10 zespołów: Fatum, Test Fobii, Squier, Ivo Partizan, Kosmetyki Mrs Pinki, Dzieci Kapitana Klossa, Enklawa Ełk, Variété, Joy Band, Ro-kosz. Podczas festiwalu, wokalista zespołu Karcer wywołał skandal, obnażając genitalia. Na festiwalu wystąpiła także Republika, która po wyjściu na scenę została obrzucona jajkami, pomidorami i oblana śmietaną. Po kilkunastu minutach, gwizdy od 20-tysięcznej widowni umilkły, aż na koniec koncertu publiczność zaczęła śpiewać „Sto lat” i prosić o bis. Zespół nie zagrał dodatkowych utworów.

### 1986
W 1986 roku spośród 210 nadesłanych zgłoszeń do konkursu zakwalifikowano 28 zespołów. W koncertach gości zaproszonych wystąpiło 46 zespołów. Koncerty odbywały się na scenie głównej na stadionie oraz scenie alternatywnej w amfiteatrze. W tym roku wystąpili i debiutowali między innymi: Stress, Karcer, Hammer, Sztywny Pal Azji, Kobranocka, Formacja Brudny Widelec, Po prostu, One Million Bulgarians, Püdelsi, Ziyo. W konkursie nagrodzono 10 zespołów: Karcer, Free Blues Band, Hammer, Mikrofony Kaniony, Fort BS, Sztywny Pal Azji, Kobranocka, Acapulco, Formacja Brudny Widelec, Clochard. Podczas trwania festiwalu zorganizowano czarną mszę podczas której zabito psa. Gwiazdą festiwalu był obchodzący 5-lecie zespół TSA, który podczas koncertu mierzył się z szykanami widzów. Na zakończenie występu TSA wystrzelono sztuczne ognie.

### 1987
W 1987 roku za organizację festiwalu odpowiedzialny był Leszek Winder. Zmieniona została formuła. Przesłuchania konkursowe odbywały się wyłącznie w amfiteatrze, a na stadion wyłącznie zaproszeni goście, czyli gwiazdy. W tym roku zagrali między innymi: Detonator BN, Wańka Wstańka, Wilczy Pająk, Chłopcy z Placu Broni, Defekt Muzgó, Kolaboranci, Cela nr 3, Czesław Niemen, Armia, T.Love i Róże Europy. Laureatem festiwalu został Detonator BN, a kolejne miejsca zajęły zespoły: Wańka Wstańka, Wilczy Pająk, i Stan Zvezda.

### 1988
W 1988 roku po raz kolejny festiwal organizowany przez Windera, za sprawę niezbyt udanego doboru zespołów utracił nieco na popularności, dlatego rok później w 1989 roku za organizację odpowiedzialny był Piotr Majewski. W 1988 roku w trakcie organizacji XIX edycji festiwalu został on oficjalnie wpisany do kalendarza kulturalnego Ministerstwa Kultury i Sztuki, co było formalnym usankcjonowaniem stanu faktycznego. W tym roku w plebiscycie publiczności I miejsce zajął zespół Zielone Żabki, II miejsce Chłopcy z Placu Broni, III miejsce Egzekuthor. W gronie zespołów grających na stadionie – duża scena – wystąpił zespół Squaw z Łodzi.

### 1989
W 1989 roku w imprezie wzięło udział 36 zespołów amatorskich i 52 zawodowe. Decyzją Rady Artystycznej laureatami festiwalu został Closterkeller. Wśród dominujących wśród publiczności kapel znalazły się: Opozycja (nagroda dziennikarzy), Proletaryat, Closterkeller, Big Cyc, Dzika Kiszka, De Kefirres, Zdrowa Woda, Obstawa Prezydenta, Dżem oraz Daab (ze wszystkimi trzema wokalistami).

### 1990
W 1990 do godnych uwagi należał koncert grup Turbo (koncert z okazji 10-lecia zespołu), Gang Olsena, Farben Lehre, Defekt Muzgó, Bundeswehra oraz Big Cyc. Konkurs festiwalowy wygrywa Maria Nefeli. Nagrodę Magazynu Muzycznego oraz Rozgłośni Harcerskiej zdobywa zespół Burdock.

### 1991
W 1991 można było posłuchać: Dead Evil, Beer Goggles, Mocz Tenora, Holy Dogs, Spółdzielnię Inwalidów, Armagedeon, ID, Armię, Brygadę Kryzys, Kult, Voo Voo, Lecha Janerki, Defekt Muzgó (koncert Defektu Muzgów wymusiła publiczność), IRA, TSA (jubileusz z okazji 10-lecia zespołu), Acid Drinkers. Była to największa edycja pod względem uczestniczącej publiczności i pierwsza edycja transmitowana przez Telewizję Polską na żywo. Transmisję prowadził Jurek Owsiak. Na festiwal przybyło przeszło 20 000 ludzi. I Nagrodę Jury otrzymał wówczas Holy Dogs.

### 1992
W 1992 na scenie pojawiły się grupy Wilki, Defekt Muzgó, Dżem, Voo Voo, Lech Janerka, Agressiva 69, Hey, The Bill, Dum Dum, Strajk, Edyta Bartosiewicz, Nocne Boogie, Ga-Ga, IRA, Piersi. Przy okazji festiwalu odbywała się zbiórka pieniędzy w ramach Wielkiej Orkiestry Świątecznej Pomocy. Nagrodę główną zdobywa zespół Ga-Ga (faworyt Waltera Chełstowskiego).

### 1993

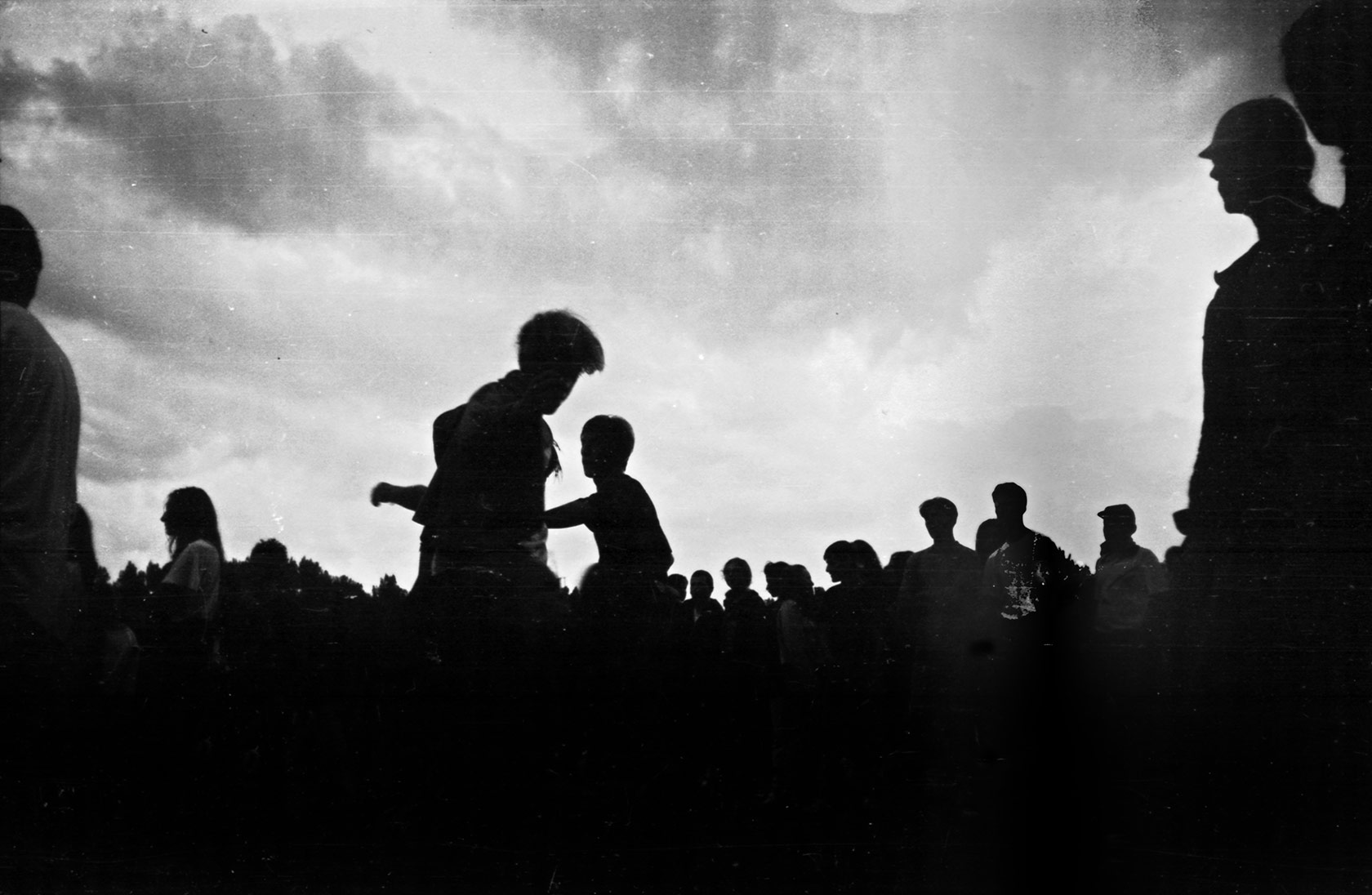
Pogo - Festiwal Muzyków Rockowych w Jarocinie (6 sierpnia 1993)

W 1993 festiwal organizowała ROK Corporation S.A. z Jarocina, która powierzyła kierownictwo artystyczne Kubie Wojewódzkiemu. Festiwal rejestrowała i częściowo transmitowała telewizja Polonia. W tym roku zagrali Ankh (który zdobył nagrodę publiczności), Alastor (nagroda jury), Kr’shna Brothers, Włochaty, Piersi, Smar SW, Kult, IRA, Ga-Ga, New Model Army oraz Dżem.

### 1994
W dniach 3–6 sierpnia 1994 odbył się Festiwal Muzyki Rockowej Jarocin '94, ostatni festiwal przed reaktywacją. Jedynym punkowym zespołem w konkursie była Rewolucja (z Miastka), która została laureatem publiczności, za to na scenie głównej wystąpili gościnnie Sweet Noise (otrzymali nagrodę dziennikarzy), The Bill, Dee Facto, Defekt Muzgó, WC. Miała wystąpić też Armia, jednak na skutek pobicia przez przyjezdnych punków gitarzysty zespołu, Michała Grymuzy, występ ten został odwołany. W tym roku na festiwalu miały miejsce duże zamieszki i starcia z ochraniającą, ale i dopuszczającą się prowokacji, policją. Mimo iż w większości uważano, że przez duże szkody materialne festiwal odbył się po raz ostatni, to prawdziwa przyczyna leżała po stronie rentowności festiwalu, braku potencjalnego organizatora i rosnącej konkurencji ze strony innych tego typu wydarzeń.

### Od 1995 do 2004
W 1995 roku, pierwszy raz po 25 latach, festiwal nie odbył się. Mimo to wiele osób, spośród stałej widowni festiwalu, przybyło do Jarocina w dniach, w których festiwal zwykle się odbywał. Wielokrotnie próbowano wznowić formułę festiwalu. Reaktywacji próbowano bezskutecznie w kolejnych latach od 1995 do 1998 roku. W 2000 roku nastąpiła jednodniowa reaktywacja pod nazwą Start Festiwal Jarocin zapowiadająca na przyszłość trzydniowe edycje festiwalu. Wystąpili wtedy Armia, Funny Hippos, Kaliber 44, Yattering, Homosapiens, Something Like Elvis, Acid Drinkers, Łoskot, Püdelsi, Therapy?, Kasia Nosowska oraz 2Tm2,3. Nie przyniósł on jednak spodziewanego odzewu i w 2001 roku na dwa tygodnie przed otwarciem kolejna edycja została odwołana.

### 2005
W 2005 roku IPN na zaproszenie burmistrza Jarocina zorganizował wystawę pt. Jarocin w obiektywie bezpieki. Wówczas to zrodziła się idea zorganizowania koncertu nawiązującego i przypominającego o festiwalu z lat socjalizmu. Koncert zorganizowany został przez pospolite ruszenie, wolontariuszy i urzędników, w starej formule dwudniowej imprezy, pod nazwą: Jarocin PRL Festiwal. Był to przegląd historii jarocińskich festiwali i nawiązanie do najlepszych jego lat, czyli do lat 80. W tym celu nazwy ulic zmieniono na nazwy z tamtych lat, na ulicach pojawiły się milicyjne radiowozy, socjalistyczne hasła itp. Dokładnie zadbano o odtworzenie propagandowych zabiegów ówczesnej władzy: odczyty ideowych przemówień poprzedniego systemu, bilety w formie kartek zaopatrzeniowych itp. Na festiwalu sprzedano wszystkie wydrukowane bilety-kartki, tj. ponad 12 000 sztuk. Po raz pierwszy – i jak dotąd jedyny raz – festiwal zarobił na siebie, wypracowując niewielką nadwyżkę finansową, co było dużym zaskoczeniem dla obserwatorów sceny muzycznej w Polsce, wykazujących wcześniej bezsens takiej imprezy.
Pierwszy dzień to tradycyjny konkurs młodych kapel, natomiast drugi to koncert gwiazd, gdzie zagrali między innymi: Armia, Dezerter, Kobranocka, Bakszysz, TSA, Dżem, Variété i dwa reaktywowane na tę okazję jarocińskie zespoły: Acapulco i Syjon.
Po dużym sukcesie festiwalu z 2005 roku postanowiono o jego reaktywacji. Formuła festiwalu dostosowana do dzisiejszych oczekiwań i warunków przemysłu muzycznego została rozszerzona o wykonawców zagranicznych. Poczynając od roku 2007 ich liczba na festiwalu stale rośnie.

### 2006
W 2006 w ramach tej idei wystąpiły między innymi Farben Lehre, Lech Janerka, Voo Voo, T.Love, Sexbomba, Proletaryat, Aya RL, Fort BS, Paweł Kukiz. Wystąpiła także grupa Strachy na Lachy. W sumie zaprezentowało się 40 zespołów, z czego 20 miało swój debiut np. Miguel and the Living Dead).

### 2007
W 2007 były to zespoły: Izrael, Armia, Habakuk, Dezerter. Wystąpili także Trebunie-Tutki z jamajską formacją Twinkle Brothers, Power of Trinity, Hey, Myslovitz, Indios Bravos, Pogodno, Zazuzi, Negatyw, Koledzy, Buldog oraz Archive z Wielkiej Brytanii. W tym roku, po raz pierwszy, jeden dzień festiwalu oddano do dyspozycji Piotra Kaczkowskiego. Na dużej scenie wystąpiły zespoły które wcześniej pojawiły się na składankach MiniMax (audycja). Były to między innymi Jacek Kulesza Trio, Les Bigos, Londyn, GandahaR, Sandaless, The Car Is on Fire, Kombajn do Zbierania Kur po Wioskach. Do konkursu festiwalowego zgłosiło się 60 zespołów. Publiczność przybyła w liczbie około 7 tysięcy.
Ukazała się również składanka zespołów grających w tym roku w Jarocinie – Minimax pl Jarocin 2007

### 2008
W 2008 na dużej scenie festiwalu (18–20 lipca) zagrały zespoły takie jak Kult, Nosowska, Strachy na Lachy, Kryzys, Lao Che, Vavamuffin, Paprika Korps, Koniec Świata, CF98. Po raz pierwszy w historii festiwalu zaproszono pięć zespołów zagranicznych. Byli to Peter Murphy (ex-lider grupy Bauhaus), The Subways, Brett Anderson (ex-lider grupy Suede), Blood Red Shoes oraz Asian Dub Foundation. W konkursie młodych kapel nagrodę jury zdobył warszawski zespół Reverox, a nagrodę publiczności Rockaway. Publiczność przybyła w liczbie około 8 tysięcy.

### 2009
W 2009 roku na festiwalu (17–19 lipca) pojawiło się jeszcze więcej zagranicznych zespołów. Na rekordową liczbę ośmiu artystów zagranicznych składali się: Editors, Bad Brains, Ignite, Animal Collective, New Model Army, IAMX, The (International) Noise Conspiracy oraz The Automatic. Polska scena zaprezentowała się również od najsilniejszej strony: jubileuszowy koncert XXX-lecia Tiltu, Myslovitz, Kazik na Żywo, Malarze i Żołnierze czy Maria Peszek to tylko niektóre z rodzimych gwiazd Jarocin Festiwal 2009. Grand Prix konkursu na Małej Scenie przypadło warszawskiej formacji Rotofobia, publiczność swoją nagrodę przyznała grupie Holden Avenue z Wrocławia. Jarocin Festiwal 2009 obejrzało nieco ponad 8 tysięcy widzów.

### 2010
W lipcu 2010 roku Jarocin Festiwal obchodził 30-lecie powstania i odnotował rekord sprzedanych biletów od wznowienia imprezy w 2005. Wystąpiły między innymi takie zespoły jak Biffy Clyro, Gallows, Ska-P, Gossip i Flogging Molly. Rodzimą scenę reprezentowało CF98, Lao Che, T.Love, Hey, Dezerter, TSA, Buldog, Hurt, Kora, a także specjalnie na tę okazję reaktywowana Pidżama Porno. Konkurs młodych talentów wygrała wrocławska grupa Neony, zdobywając większość głosów jury.

### 2011
W roku 2011 festiwal odbył się w dniach 15–17 lipca. Wszystkie karnety zostały wyprzedane w dniu rozpoczęcia imprezy i tym samym festiwal powtórzył sukces sprzed roku. Na dużej scenie można było usłyszeć takie zespoły jak: Apocalyptica, Anti-Flag, Bad Religion, The Blackout czy Dananananaykroyd. Polską scenę muzyczną reprezentowali między innymi: Dżem, Moskwa w swoim specjalnym koncercie, Armia, Piotr Rogucki, Strachy na lachy, Acid Drinkers, Myslovitz, projekt R.U.T.A, Farben Lehre oraz laureaci zeszłorocznego konkursu młodych kapel: Grin Piss i Neony. Dwa dni przed rozpoczęciem festiwalu swoje przybycie odwołała grupa the Subways. Zastąpiła ją Polska grupa Luxtorpeda. Tegoroczny Jarocin uświetnił także zespół Masturbator, który po bardzo udanym koncercie na małej scenie, powrócił na życzenie publiczności, na dużą scenę, pomimo zawieszenia działalności kilka miesięcy wcześniej. Tegoroczny konkurs młodych kapel „Rytmy Młodych” rozpoczął się już 13 i 14 lipca w Jarocińskim Ośrodku Kultury. W ramach tegorocznej edycji festiwalu odbył się specjalny charytatywny mecz piłki nożnej „Gramy Dla Stopy”, z którego cały dochód został przekazany rodzinie zmarłego perkusisty Piotra Stopy Żyżelewicza. boje pomiędzy sobą stoczyły zespoły, m.in. Acid Drinkers, Armia, Acapulco.

### 2012
Rok 2012 przyniósł kolejną edycję festiwalu w Jarocinie. Tym razem w dniach 20–22 lipca. Podobnie jak w latach poprzednich, festiwal cieszył się dużym zainteresowaniem. Do stolicy Polskiego Rocka zjechało kilkanaście tysięcy osób. Tradycyjnie koncerty na dużej scenie otworzyli laureaci Rytmów Młodych z poprzedniego roku, Noko i Snowman. Na Jarocińskiej scenie wystąpiły takie zespoły jak: Buldog, Kasia Nosowska, Illusion, Lipali, Jelonek, Paula i Karol, Lao Che, które zagrało całą płytę „Powstanie Warszawskie”, Coma, Voo Voo, Luxtorpeda, Arka Noego. Nie zabrakło również legend sceny punkowej oraz legend Jarocina: KSU, TZN Xenna, Starzy Sida. Jak co roku nie zabrakło również wykonawców spoza Polski. Scenę zagraniczną reprezentowali: Set Your Goals, Against Me!, Biohazard, Within Temptation, Jello Biafra z grupą The Guantanamo School Of Medicine. Na sam koniec festiwalu fenomenalny koncert dała grupa Kult, która w Jarocinie obchodziła swoje 30 urodziny. W związku z tym wydarzeniem zespół wykonał 30 utworów które wcześniej wybrali internauci w specjalnym głosowaniu. Na małej scenie, na dachu autobusu Red Bull Tourbus, zagrał zespół Komety, oraz Tymon & Transistors. Podobnie jak w roku poprzednim na dwa dni przed festiwalem odbyły się przesłuchania młodych kapel do konkursu Rytmy Młodych w Jarocińskim Ośrodku Kultury. Finaliści przesłuchań tradycyjnie zagrali na małej scenie Red Bull Tourbus. Zwycięzcami konkursu młodych kapel zostali: Rust (laureat nagrody jury), Curly Heads (wyróżnienie jury), oraz Power of Trinity (nagroda publiczności).

### 2013
33 edycja Festiwalu muzyki rockowej w Jarocinie 2013 odbyła się w dniach 19–21 Lipca i zgromadziła około 8 tys. fanów.
W tym roku na festiwalu funkcjonowały dwie sceny: Duża scena „Główna” oraz mała scena „Scena Hortex”. Koncerty na obu scenach odbywały się na zmianę. W ciągu trzech dni na dużej scenie wystąpiły zespoły: Power of Trinity, Chemia, Dr Misio, Bednarek, I An Giant, Włochaty, zespół Hey, który w całości zagrał utwory z płyty Fire, prekursorzy horror punku Misfits, Maria Peszek, Rust, The Menzingers, Raggafaya, Farben Lehre, Hunter, Suicidal Tendencies, Strachy Na Lachy, Bad Manners, zespół Moskwa, który obchodził 30-lecie istnienia, Curly Heads, Tres B, Frank Turner, Mela Koteluk, Soulfly, Happysad. Marky Ramone, perkusista zespołu Ramones, wystąpił wraz ze swoją grupą Marky Ramone's Blitzkrieg wykonując utwory z repertuaru grupy Ramones. Wystąpiły także zespoły Dżem oraz Izrael, który zagrał swój jubileuszowy koncert z okazji 30-lecia istnienia.
Na małej scenie wystąpiły zespoły takie jak: Leniwiec, OCN, CF98, Brudne Dzieci Sida, Muchy, Porno Para Ricardo, Skubas, Lovelot, Dzieci Jarocina, Clintwiid, Za Zu Zi.
Tak samo jak w latach poprzednich odbył się konkurs Rytmy Młodych, którego finaliści mieli możliwość zaprezentowania się na małej scenie. Zwycięzcą konkursu został zespół Lola Lynch a nagrodę publiczności zdobył zespół Thrudy z Bełchatowa
Odbyły się także koncerty na polu namiotowym na którym zagrali m.in.: Uliczny Opryszek, Szajba z gośćmi, Karabach, Hilium, Dog In The, 4 Metry Od Chodnika, Sztywny Pal Azji, Awaria, N-Signa, Efekt Uboczny, Persona Non Grata Podczas 33 edycji festiwalu koncertom towarzyszyły różnorodne imprezy, panele dyskusyjne dotyczące muzyki rockowej w Jarocinie, pokazy filmów muzycznych i dokumentalnych, w tym premiera „Płyń pod prąd”, pierwszego odcinka miniserialu dokumentalnego o Jarocinie dziennikarza muzycznego Leszka Gnoińskiego i reżysera Wojtka Słoty. Odbyła się także wystawa fotografii i slajdów „Hipisi 80” Tomasza Domańskiego oraz charytatywny turniej piłki nożnej z udziałem m.in. muzyków z zespołów, występujących na jarocińskim festiwalu na rzecz rehabilitacji muzyka Piotra Sznury.

### 2014

Festiwal w Jarocinie w roku 2014

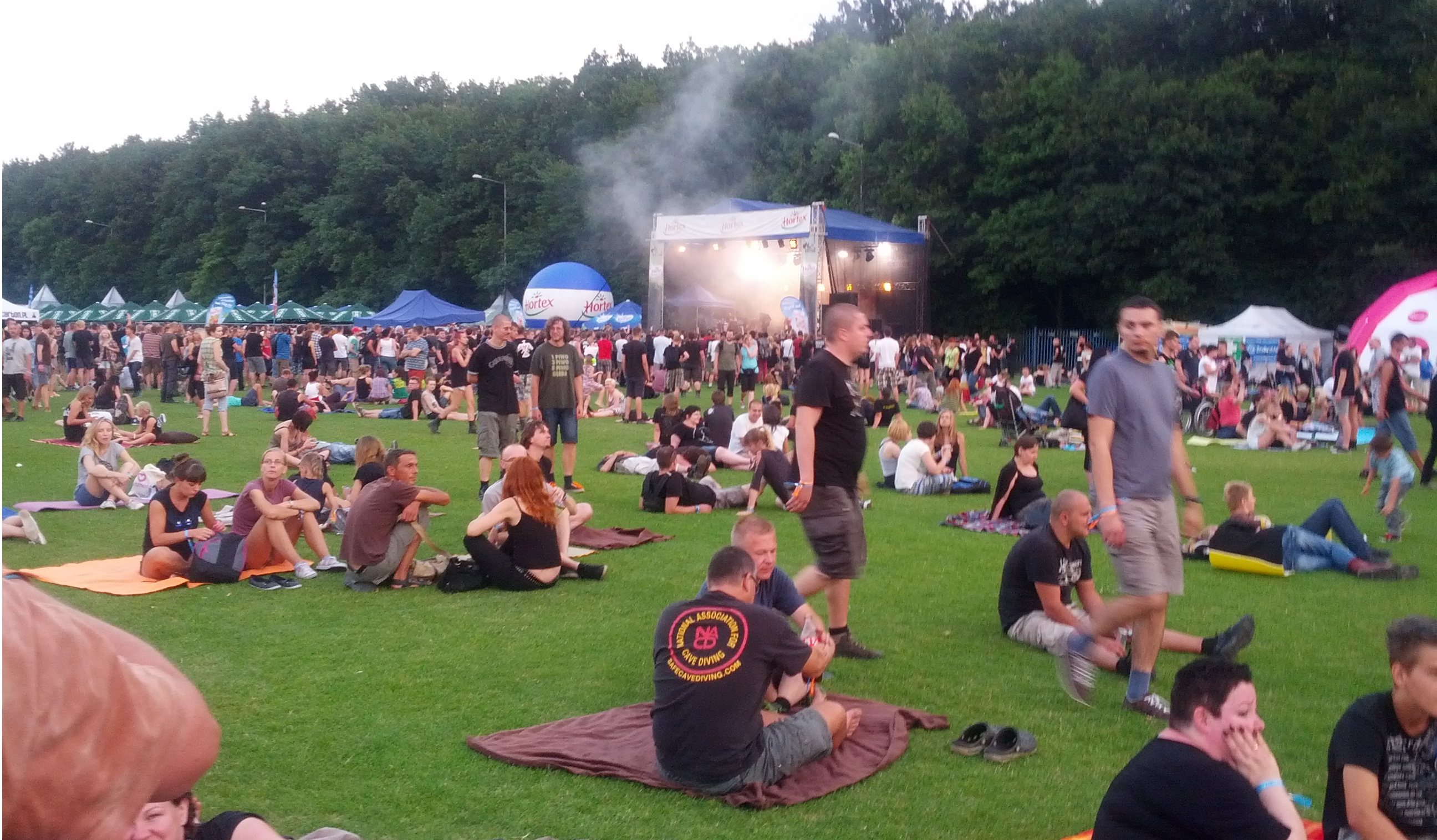
Mała scena na festiwalu w roku 2014

Festiwal odbył się w dniach 18-20.07.2014, a na scenie wystąpili: 
18.07 – Anathema, Grabaż 30 (Pidżama Porno & Strachy na Lachy), Dezerter (gra Underground Out Of Poland), The Real McKenzies, Maleo Reggae Rockers, Frontside, Shamboo + Muniek, Ania Rusowicz, Oberschlesien, Bulbwires, Ryba & The Witches, Thrudy; 
19.07 – Matisyahu, Coma (gra Pierwsze Wyjście Z Mroku), Nowe Sytuacje (debiut Republiki w całości), Czesław Śpiewa, Projekt Punk (Farben Lehre i goście), Variété, Cela Nr 3, Indios Bravos, Masturbator, Kabanos, Łagodna Pianka, Lorein, Lola Lynch;
20.07 – Kult, You Me At Six, Luxtorpeda, Only Crime, Sorry Boys, Enej, Jamal, The Analogs, Weeping Birds, Offensywa, BixBit.
Dnia 17 lipca 2014 r. w odrestaurowanym budynku dawnego magazynu zbożowego otwarty został Spichlerz Polskiego Rocka, w którym znalazła się stała ekspozycja poświęcona historii polskiej muzyki rockowej oraz kolejnym edycjom legendarnego jarocińskiego festiwalu rockowego.

### 2015
Festiwal odbył się w dniach 17-19.07.2015, a na scenie wystąpili: 
17 lipca, piątek: DUŻA SCENA The Kooks, Lao Che, My riot, Skubas, Mama Selita, Young Guns, Curly Heads, Zmaza;
18 lipca, sobota: DUŻA SCENA Budzy i Trupia Czaszka, Muchy, Voo Voo i goście, Nowe Sytuacje, KSU, Omni mOdO, Natalia Przybysz; SCENA NAMIOT: Janek Smakołyk, Magnificent Muttley, Dzieci Jarocina;
Finaliści Jarocińskich Rytmów Młodych: Cuba de Zoo, Wyrok, Ofensywa, Nikt, Fri Stejdź Bend, Envia, De Ijndigo. Blue Deep Shorts, Bezsensu;
19 lipca, niedziela: DUŻA SCENA Peter Hook and The Light, Acid Drinkers, Organek, The Rumjacks, Big Cyc, Tymon & The Transistors, Agyness B. Marry, Black Radio; SCENA NAMIOT The Bajikans, Shot For Mia

### 2016
7 lipca przed jarocińską publicznością zaprezentowały się takie zespoły jak: polskie formacje Kabanos, Luxtorpeda, Oberschlesien oraz TSA. Headlinerem pierwszego dnia festiwalu była amerykańska grupa Five Finger Death Punch, dowodzona przez Zoltana Bathory’ego. Przed jarocińską publicznością zaprezentowała się również maltańska gwiazda rocka – zespół Red Electrick. Drugi dzień jarocińskiego festiwalu to z kolei muzyczna mieszanka polskiego punk rocka z ciężkimi brzmieniami oraz muzyką elektroniczną. Zagraniczną gwiazdą wieczoru była brytyjska grupa The Prodigy. Ponadto line-up drugiego dnia imprezy zasilili m.in. polskie kapele Kobranocka, Ga-Ga/Zielone Żabki, Farben Lehre oraz Sweet Noise. W sobotę 9 lipca 2016 na deskach jarocińskiej sceny zaprezentowały się z kolei m.in. polskie zespoły: Koniec Świata, Hunter oraz Acid Drinkers. Przed jarocińską publicznością zagrała także kanadyjska formacja D.O.A. oraz amerykańska formacja Slayer, zaliczana do tzw. „Wielkiej Czwórki” thrash metalu.

## Filmy o festiwalu
- Jarocin ’82 – reż. Paweł Karpiński, (1982);
- Fala – reż. Piotr Łazarkiewicz, (1985);
- Moja krew twoja krew (ang. My Blood Your Blood) – reż. Andrzej Kostenko – na zlecenie brytyjskiej telewizji BBC, (1986);
- Jarocin '87 – reż. Andrzej Wolf, (1987);
- Czapka dla skina (1990) – produkcja: TVP
- Dzieci Jarocina – reż. Petro Aleksowski;
- Skansen – reż. Rafał Żurek, (2006); film dokumentalny na temat reaktywacji festiwalu w Jarocinie w 2005 roku
- Jarocin – film dokumentalny z serii Wydział śledczy IPN, reż. Marcin Więcław, (2008);
- Jarocin – historia rockiem pisana, czyli 30 lat festiwalu; reż. Dorota Tuńska, (2010); film dokumentalny, który zawiera wywiady, m.in. z Muńkiem Staszczykiem, Robertem Leszczyńskim, Krzysztofem Grabowskim (Dezerter) oraz Walterem Chełstowskim na temat różnic między dzisiejszymi festiwalami a tymi, które odbywały się wcześniej w latach 70.,80.,90., film zawiera także fragmenty koncertów z roku 2010 oraz z poprzednich lat;
- Jarocin, po co wolność – film dokumentalny (2016)[49] w reżyserii Leszka Gnoińskiego i Marka Gajczaka z wykorzystaniem fragmentów i reportaży wcześniejszych oraz niepublikowanych wcześniej archiwaliów, ale także materiałów własnych kręconych podczas festiwalu w 2012 roku i wywiadów przeprowadzonych przez Gnoińskiego m.in. z Walterem Chełstowskim, Kazikiem Staszewskim, Robertem Brylewskim, Muńkiem Staszczykiem, Tomaszem Budzyńskim czy Paulem Landersem (kiedyś Feeling B, od 1994 gitarzystą zespołu Rammstein).